# 王葆
王葆（1098—1167.7.7），字彦光，世居昆山，南宋官員、學者。

## 生平
父王億“乐道好善，一乡推长者”；王葆历官司封郎官、监察御史、崇政殿说书，终浙东提刑。王葆曾经讲学于昆山，号称“乡先生”。著《春秋集传》十五卷，《春秋备论》二卷。女婿是周必大，另一女嫁昆山唐子寿。